# Arctornis erasmia
Arctornis erasmia är en fjärilsart som beskrevs av Lambertus Johannes Toxopeus 1948. Arctornis erasmia ingår i släktet Arctornis och familjen tofsspinnare. Inga underarter finns listade i Catalogue of Life.